# Мінське вище військове інженерне училище
 Мінське вище інженерне зенітне ракетне училище протиповітряної оборони країни, МВІЗРУ ППО — вищий військовий навчальний заклад, заснований у Гомелі в 1953 році як Гомельське вище інженерне радіотехнічне училище, який здійснював підготовку висококваліфікованих військових інженерних та наукових кадрів для протиповітряної оборони в Мінську з 1954 по 1992 рік.

## Історія
- На початку 50-х років XX століття у Збройних силах Радянського Союзу у зв'язку з науково-технічним прогресом та дефіцитом у військах висококваліфікованих інженерних кадрів для експлуатації сучасних радіотехнічних та зенітних ракетних систем радянське керівництво ухвалило рішення про створення трьох елітних військових вишів: Київського вищого інженерного радіотехнічного училища, Київського вищого артилерійського інженерного училища та Гомельського вищого інженерного радіотехнічного училища.
- У 1953 році в Гомелі на базі Гомельського піхотного училища було сформовано Гомельське вище інженерне радіотехнічне училище Протиповітряної оборони (ГВІРТУ ППО). Заняття розпочалися 4 травня 1953 року.
- 9 травня 1954 року училищу було вручено Бойовий Прапор, а у серпні 1954 року училище було передислоковане до Мінська.
- У 1955 році училище перейменоване в Мінське вище інженерне радіотехнічне училище Протиповітряної оборони (МВІРТУ ППО). У цьому ж році засновано ад’юнктуру для підготовки науково-педагогічних кадрів.
- У 1968 році училище перейменоване в Мінське вище інженерне зенітне ракетне училище Протиповітряної оборони країни (МВІЗРУ ППО).
- У 1988 році засновано докторантуру.
- З 1992 по 1995 роки існувало як Мінське вище військове інженерне училище, а з 1995 року на його базі було створено Військову академію Республіки Білорусь.

За час свого існування з 1953 по 1992 роки училище здійснило 39 випусків та підготувало понад 14000 військових інженерів для військових частин та з’єднань протиповітряної оборони. 
Більше 360 випускників отримали золоті медалі, а понад тисячу – дипломи з відзнакою. 
Шляхом стаціонарного навчання та на курсах удосконалення офіцерського складу в училищі пройшли підготовку понад 3000 осіб з 16 країн Європи, Азії, Африки та Америки.

## Викладали або навчались
- Лопатін Михайло Олексійович
- Мельников Володимир Миколайович
- Статкевич Миколай Вікторович
- Орленко Михайло Іванович
- Романенко Ігор Олександрович
- Ряшин Владислав Віталійович
- Чельцов Борис Федорович – генерал-полковник, доктор військових наук, професор [1]
- Горьков Олександр Юрійович – генерал-лейтенант [2]
- Разиграєв Сергій Миколайович – генерал-лейтенант [3]
- Тишкевіч Леонід Едуардович – генерал-майор [4]
- Гніденко Микола Васильович - генерал-майор [5]